# Agdenes
Agdenes er en tidligere  kommune i Trøndelag fylke i Norge. Ved kommunereformen i Norge 2020 blev den  sammen med  Orkdal, Meldal og  en del av Snillfjord kommune (Krokstadøra) lagt sammen  til den nye Orkland kommune. Den ligger helt yderst i Trondheimsfjorden. Kommunen grænser til Hitra, Ørland, Rissa, Orkdal og Snillfjord. Den består af Ytre Agdenes, Lensvik og Ingdalen.

## Geografi
Agdenes har vekslende natur med fjeld og fjord, frodige marker og fugtige moseområder, skovklædte lier og nøgent, vejrhærdet landskab.
Klimamæssigt er kommunen delt i to, og vejrskellet går i en fjeldryg gennem kommunen. I ydre del af kommunen har man et typisk kystklima, milde vintre og lidt sne, mens indre del har mere vegetation, mindre vind og snerige vintre.

### Natur
- Øyangsvatnet

## Samfund
Agdenes kommune svarer til Agdenes prestegjeld i Den norske kirke. Kommunen har tre kirker: Agdenes kirke, Lensvik kirke og Ingdal kapell.
Kommunen deltager i flere interkommunale samarbejder i Hamos-regionen: Hemne, Agdenes, Meldal, Orkdal og Skaun.

## Erhvervsliv
Kommunen har en industritæthed som ligger over landsgennemsnittet.
Primærerhvervene er de som beskæftiger flest indbyggere i kommunen, hovedsagelig indenfor mælkeproduktion og skovdrift. Pelsdyropdræt og jordbærproduktion er også vigtige erhverv i kommunen.

### Hyttekommune
Kommunen har ca 800 fritidsboliger. Kombinationen af bynær og kystnær beliggenhed, gør at kommunen er attraktiv for hytteejere.

## Historie
Kong Øysteins havn nær Agdenes fyr er en vigtig marinarkæologisk lokalitet.
Nuværende kommune blev oprettet i 1964, da indre del af gamle Agdenes kommune, Lensvik kommune, og Ingdalen kreds af Stadsbygd kommune, blev slået sammen. Før 1964 var gamle Agdenes kommune delt fra Ørland i 1896, Lensvik kommune var delt fra Rissa i 1905, mens Ingdalen tilhørte Statsbygd kommune helt frem til 1964.
I 1995 blev bebyggelsen Moldtun overført fra Agdenes til Snillfjord kommune. Stedet fik først vejforbindelse 1994, og da vejløsningen kom, var det mod Snillfjord, og man ønskede derfor at blive overført dertil.
Ved udløbet af Trondheimsfjorden ligger Agdenes fæstning, der består af en gruppe anlæg, der blev bygget i slutningen af 1800-tallet.

## Kommunevåbenet
Kommunevåpenet med navnet «I hermelin et rødt skjoldhode» blev godkendt i 1991. Hermelin symboliserer at de kongelige i tidligere tider holdt til i Agdenes, og det symboliserer samtidig nutidens skindproduktion. Det røde felt står for jordbær, hjertevarme eller blodet fra Erik Blodøkses økse .